# Dysdera charitonowi
Espèce
Dysdera charitonowi est une espèce d'araignées aranéomorphes de la famille des Dysderidae.

## Distribution
Cette espèce est endémique de Géorgie.

## Étymologie
Cette espèce est nommée en l'honneur de Dmitry Evstratievich Kharitonov.

## Publication originale
- Mcheidze, 1979 : New species of spiders of the genus Dysdera Latr. (Dysderidae) from Georgia. Soobshcheniia Akademiia Nauk. Gruzinskoi SSR, vol. 93, p. 721-724.